# Zwartkinhoningeter
De zwartkinhoningeter (Melithreptus gularis; synoniem: Melithreptus laetior) is een zangvogel uit de familie honingeters (Meliphagidae).

## Verspreiding en leefgebied
Deze vogel is endemisch in Australië en telt twee ondersoorten:
- M. g. laetior:  van noordelijk tot oostelijk-centraal Australië.
- M. g. gularis: van oostelijk-centraal tot zuidoostelijk Australië.

## Status
De twee ondersoorten staan elk als aparte soort op de lijst van het IUCN. De grootte van de populaties is niet gekwantificeerd maar beide soorten worden omschreven als algemeen. Op de Rode lijst van de IUCN heeft deze soorten de status niet bedreigd.